# Mačkovec, Trebnje
Mačkovec este o localitate din comuna Trebnje, Slovenia, cu o populație de 30 de locuitori.